# Banqueroute des Rohan-Guémené
La banqueroute des Rohan-Guémené est une faillite dont furent coupables en 1782, Henri-Louis-Marie de Rohan et son épouse Victoire de Rohan, avec un passif de 33 millions de livres, et l'abandon de la charge de gouvernante des Enfants de France à la cour de France.

## Présentation
Selon certains, elle était la conséquence d'un train de vie fort élevé. Melchior Grimm et Denis Diderot, dans les Mémoires historiques, littéraires et anecdotiques, écrivent : « Tout le monde sait que la maison de Rohan a prétendu depuis long-temps au titre de maison souveraine. On parlait devant madame la duchesse de Gramont de la banqueroute effroyable de M. le prince de Guemené, banqueroute qui paraît surpasser en effet et l'audace et les ressources des plus riches et des plus illustres particuliers de l'Europe. « Il faut espérer », dit madame de Gramont, « que c'est là du moins la dernière prétention de la maison de Rohan à la souveraineté. » »
Le prince de Guémené n'avait pas moins de deux millions de rente, et bien qu'on eût dit quelquefois qu'il empruntait de l'argent à charge de rentes viagères, il vivait dans un milieu où la considération pour les personnes du monde dépendait de la noblesse de leur naissance et celle de leur caractère, et était indépendante de la richesse.
Les rentes échues furent payées par les autres membres de la famille Rohan, par le prince de Condé, et surtout la princesse de Guémené dont les biens étaient importants.
Cependant, comme l'explique Guillaume Imbert de Boudeaux, de nombreux prêteurs furent ruinés: « Les gens plus atteints étaient des domestiques, de petits marchands, des portiers, qui portaient leurs épargnes au prince ... il avait des recruteurs d'argent à Brest et dans tous les ports de Bretagne pour séduire les pauvres matelots ... ils les éblouissaient par l'apparence d'un placement avantageux et accaparaient ainsi tout leur argent. » Pour finir, il semble que le prince de Guémené ait agi en connaissance de cause.
Cette banqueroute frappa tant les esprits qu'un siècle plus tard, Maurice Leblanc la mentionnait dans sa nouvelle Le Collier de la Reine.